# Paso de Inume en la provincia de Kai
Paso de Inume en la provincia de Kai (甲州犬目峠 Kōshū inume-tōge?) es una estampa japonesa de estilo ukiyo-e obra de Katsushika Hokusai. Fue producida entre 1830 y 1832 como parte de la célebre serie Treinta y seis vistas del monte Fuji, a finales del período Edo. La imagen retrata a un grupo de viajeros y caballos subiendo una colina, con el monte Fuji al fondo.

## Escenario
La impresión muestra el paso de Imune, una villa postal —enclaves que eran paradas para las cinco rutas de Edo— de la carretera Kōshū Kaidō, que partía desde Edo (actual Tokio) hasta la provincia de Kai. El escenario se encuentra entre el paso de las ciudades de Ōtsuki y Uenohara, ambas en la actual prefectura de Yamanashi. La nube blanca que cubre la parte izquierda del término medio de la imagen oculta el valle del río Katsura.

## Descripción
El paso de Imune era un lugar conocido por su vista del monte Fuji. En esta ocasión, Hokusai representa la montaña de forma diferente según la actitud al colorearla de blanco, índigo y marrón conforme va descendiendo. Dos grupos de transeúntes suben por la pendiente cubierta de vegetación —que por su tono recuerda a la época estival— mientras contemplan el monte. El menor tamaño de las personas enfatiza el paisaje y el «paso gradual del tiempo».